# Filtru electronic
Filtrul electronic este un circuit electronic care execută funcții de procesarea semnalelor atenuând anumite semnale componente și lasând să treacă altele.

### Filtre pasive
Sunt realizate utilizând o combinație de rezistoare (R), inductoare (I) și condensatoare (C). Sunt denumite astfel din cauză că nu depind de o sursă de energie externă.

## Vezi și
- Rugozitate#Filtre